# Michal Škvarka
Michal Škvarka (ur. 19 sierpnia 1992 w Martinie) – słowacki piłkarz grający na pozycji pomocnika w węgierskim klubie Győri ETO FC. oraz w reprezentacji Słowacji.

## Kariera klubowa
Swoją karierę piłkarską Škvarka rozpoczął w klubie Dynamo Príbovce. Następnie trenował w MŠK Martin, a w 2006 roku podjął treningi w MŠK Žilina. W 2009 roku stał się członkiem kadry pierwszego zespołu Žiliny. 9 sierpnia 2009 zadebiutował w nim w pierwszej lidze słowackiej w wygranym 2:0 wyjazdowym meczu z MFK Košice. W sezonie 2009/2010 wywalczył z Žiliną mistrzostwo Słowacji, a latem 2010 zdobył Puchar Słowacji.
W sezonie 2011/2012 Škvarka został wypożyczony do drugoligowego Zemplínu Michalovce, a rundę jesienną sezonu 2012/2013 spędził w FC Zlaté Moravce, w którym swój debiut zaliczył 14 lipca 2012 w wyjazdowym meczu z MFK Ružomberok (1:3). Wiosną 2013 wrócił do Žiliny.
Škvarka spędził dekadę w Žilinie i był kapitanem klubu. 19 czerwca 2019 media poinformowały, że pomocnik dołączy do węgierskiego Ferencvárosi TC, z którym związał się trzyletnim kontraktem.
6 lipca 2021, dołączył do Wisły Kraków prowadzonej przez Adriána Guľę, z którą podpisał dwuletnią umowę z opcją rocznego przedłużenia.

## Kariera reprezentacyjna
W swojej karierze Škvarka grał w młodzieżowych reprezentacjach Słowacji. W styczniu 2017, został powołany przez selekcjonera Jána Kozáka na zimowy obóz przygotowawczy w ZEA. 8 stycznia 2017 Škvarka zadebiutował w reprezentacji w meczu przeciw Ugandzie (1:3).

## Statystyki

### Klubowe
| Klub                      | Sezon              | Liga               | Liga  | Liga   | Puchar kraju | Puchar kraju | Kontynentalne | Kontynentalne | Łącznie | Łącznie |
| Klub                      | Sezon              | Poziom             | Mecze | Bramki | Mecze        | Bramki       | Mecze         | Bramki        | Mecze   | Bramki  |
| ------------------------- | ------------------ | ------------------ | ----- | ------ | ------------ | ------------ | ------------- | ------------- | ------- | ------- |
| MŠK Žilina                | 2008/09            | 1. liga            | 2     | 0      | 0            | 0            | –             | –             | 2       | 0       |
| MŠK Žilina                | 2009/10            | 1. liga            | 5     | 0      | 0            | 0            | –             | –             | 5       | 0       |
| MŠK Žilina                | 2010/11            | 1. liga            | 10    | 0      | 4            | 0            | 0             | 0             | 14      | 0       |
| Zemplín Michalovce (wyp.) | 2011/12            | 2. liga            | 29    | 2      | –            | –            | –             | –             | 29      | 2       |
| FC Zlaté Moravce (wyp.)   | 2012/13            | 1. liga            | 18    | 3      | 1            | 1            | –             | –             | 19      | 4       |
| MŠK Žilina                | 2012/13            | 1. liga            | 11    | 2      | 3            | 0            | 0             | 0             | 14      | 2       |
| MŠK Žilina                | 2013/14            | 1. liga            | 32    | 5      | 3            | 0            | 6             | 1             | 41      | 6       |
| MŠK Žilina                | 2014/15            | 1. liga            | 27    | 6      | 0            | 0            | –             | –             | 27      | 6       |
| MŠK Žilina                | 2015/16            | 1. liga            | 25    | 1      | 3            | 0            | 6             | 1             | 34      | 2       |
| MŠK Žilina                | 2016/17            | 1. liga            | 34    | 14     | 3            | 0            | –             | –             | 34      | 14      |
| MŠK Žilina                | 2017/18            | 1. liga            | 32    | 6      | 4            | 0            | 2             | 0             | 38      | 6       |
| MŠK Žilina                | 2018/19            | 1. liga            | 26    | 10     | 6            | 0            | –             | –             | 32      | 10      |
| MŠK Žilina                | Łącznie            | Łącznie            | 201   | 44     | 22           | 0            | 14            | 2             | 237     | 46      |
| MŠK Žilina II             | 2014/15            | 2. liga            | 2     | 0      | –            | –            | –             | –             | 2       | 0       |
| MŠK Žilina II             | 2015/16            | 2. liga            | 6     | 1      | –            | –            | –             | –             | 6       | 1       |
| MŠK Žilina II             | Łącznie            | Łącznie            | 8     | 1      | 0            | 0            | 0             | 0             | 8       | 1       |
| Ferencvárosi TC           | 2019/20            | NB I               | 15    | 1      | 3            | 1            | 11            | 2             | 26      | 3       |
| Ferencvárosi TC           | 2020/21            | NB I               | 11    | 0      | 3            | 2            | 2             | 0             | 16      | 2       |
| Ferencvárosi TC           | Łącznie            | Łącznie            | 26    | 1      | 6            | 3            | 13            | 2             | 45      | 6       |
| Wisła Kraków              | 2021/22            | Ekstraklasa        | 5     | 1      | 0            | 0            | –             | –             | 5       | 1       |
| Łącznie w karierze        | Łącznie w karierze | Łącznie w karierze | 283   | 51     | 28           | 3            | 27            | 4             | 338     | 58      |

### Reprezentacyjne
| Reprezentacja | Rok     | Mecze | Bramki |
| ------------- | ------- | ----- | ------ |
| Słowacja      |         |       |        |
| 2017          | 2       | 0     |        |
| Ogólnie       | Ogólnie | 2     | 0      |

| Lp. | Data             | Przeciwnik | Wynik | Gole | Asysty | Minuty | Rozgrywki   | Uwagi |
| --- | ---------------- | ---------- | ----- | ---- | ------ | ------ | ----------- | ----- |
| 1.  | 8 stycznia 2017  | Uganda     | 1:3   | —    | —      | 90'    | towarzyskie | —     |
| 2.  | 12 stycznia 2017 | Szwecja    | 6:0   | —    | —      | 46'    | towarzyskie | —     |

## Sukcesy

### Klubowe
MŠK Žilina
- Mistrz Słowacji (2×): 2009/2010, 2016/2017
- Zdobywca Pucharu Słowacji (1×): 2011/2012

Ferencvárosi TC
- Mistrz Węgier (2×): 2019/2020, 2020/2021